# Johann Samuel Friedrich Pagenstecher
Johann Samuel Friedrich Pagenstecher (Berna, 12 de outubro de 1783 – Berna, 7 de dezembro de 1856) foi um farmacêutico suíço.
Filho do farmacêutico Johann Friedrich Pagenstecher e de Esther Jeanne Françoise Carrard.
Estudou farmácia em Erfurt e Göttingen, fez  exame de farmacêutico em 1805 em Bern e assumiu a farmácia de seu pai na Kramgasse iem Berna. Em 1807–1819 e 1832–1833 oi membro do Berner Sanitätskollegium, em 1831–1835 da Sanitätskommission. Em 1845 obteve um doutorado em Munique. Realizou em seu laboratório pesquisasa farmacêuticas. 
Em 1848 casou com Anna Maria Buchheit de Lemberg.